# Hercules Seghers
Hercules Pieterszoon Seghers o Segers (Haarlem, 1589 o 1590 – L'Aia, 1637 o 1638) è stato un pittore e incisore olandese del Secolo d'oro olandese.

## Biografia
Figlio di un mercante di stoffe battista mennonita, originario delle Fiandre, si trasferì con la famiglia ad Amsterdam nel 1596, dove studiò alla scuola del paesaggista olandese di spicco del periodo Gillis van Coninxloo, ma il suo apprendistato non durò a lungo per la morte del maestro avvenuta nel 1606. Seghers e suo padre acquistarono un certo numero dei lavori di Coninxloo, all'asta di quanto contenuto nel suo studio.
Alla morte del padre nel 1612, ritornò ad Haarlem, dove aderì alla corporazione di San Luca a cui apparteneva anche Esaias van de Velde. Nel 1614 si trasferì di nuovo ad Amsterdam per ottenere la custodia di una figlia illegittima e l'anno seguente sposò Anneke van der Brugghen da Anversa, più vecchia di lui di sedici anni. Nel 1619 o 1620, acquistò una grande casa sulla Lindengracht nel quartiere Jordaan, che nel 1631 dovette vendere a causa di debiti. Dal suo studio al piano superiore della casa, aveva una bella vista sulla Noorderkerk, una cattedrale allora in costruzione, che è visibile in una delle sue incisioni.
Nel 1633 si trasferì ad Utrecht dove tenne una bottega d'arte. Dopo poco, ritornò a L'Aia, dove morì presumibilmente nel 1638, per una caduta dalle scale dovuta all'alcool di cui pare abusasse verso la fine della sua vita. Nonostante l'eccellenza da lui raggiunta, non aveva lavoro costante ed era assillato dalla mancanza di denaro. Questo fatto lo portò alla depressione.
Oltre ad essere stato un brillante pittore paesaggista, è stato un incisore estremamente abile ed innovativo. Purtroppo le sue capacità non furono del tutto riconosciute dai contemporanei e i suoi lavori furono rivalutati ed apprezzati dopo la sua morte, nonostante la stima e l'ammirazione per le sue opere di svariati artisti, tra cui Rembrandt, che possedeva parecchi suoi lavori e fu influenzato dai suoi paesaggi. Già nel 1678, Samuel van Hoogstraten nel suo "Inleyding tot de hooge schoole der schilderkonst" (Introduzione all'accademia di pittura), lo presenta come un esempio tipico di genio misconosciuto.
Le sue composizioni sono arricchite da un buon utilizzo delle sfumature di colore e dalla maestria nel gioco di ombre e luci, le distanze appaiono remote e i paesaggi particolarmente estesi, l'uso di vecchi temi è reso in modo originale, in particolare la combinazione del paesaggio piatto olandese con paesaggi montuosi fantastici.
È noto per aver inventato un metodo per stampare paesaggi su stoffa in modo che ogni oggetto appaia del suo colore naturale e per l'utilizzo combinato di svariate tecniche di incisione.
Il suo lavoro rivela l'influenza del pittore Adam Elsheimer.

## Opere
- Paesaggio, Museo Boijmans Van Beuningen, Rotterdam
- Paesaggio immaginario di montagna, Bredius Museum, L'Aia, distrutto in un incendio il 22/10/2007
- Paesaggio con abete, acquaforte su carta dipinta, Rijksmuseum, Amsterdam
- Valle tra le montagne con campi, acquaforte e puntasecca su carta tinta di blu, Rijksmuseum, Amsterdam, 1620-1630
- Vista di Bruxelles da Nord-est, olio su quercia, 24,5 × 39 cm, Wallraf-Richartz Museum, Colonia (in prestito), 1625 c.
- Città con quattro torri, acquaforte e puntasecca, Art Museum, Cincinnati, 1631 c.

## Galleria d'immagini

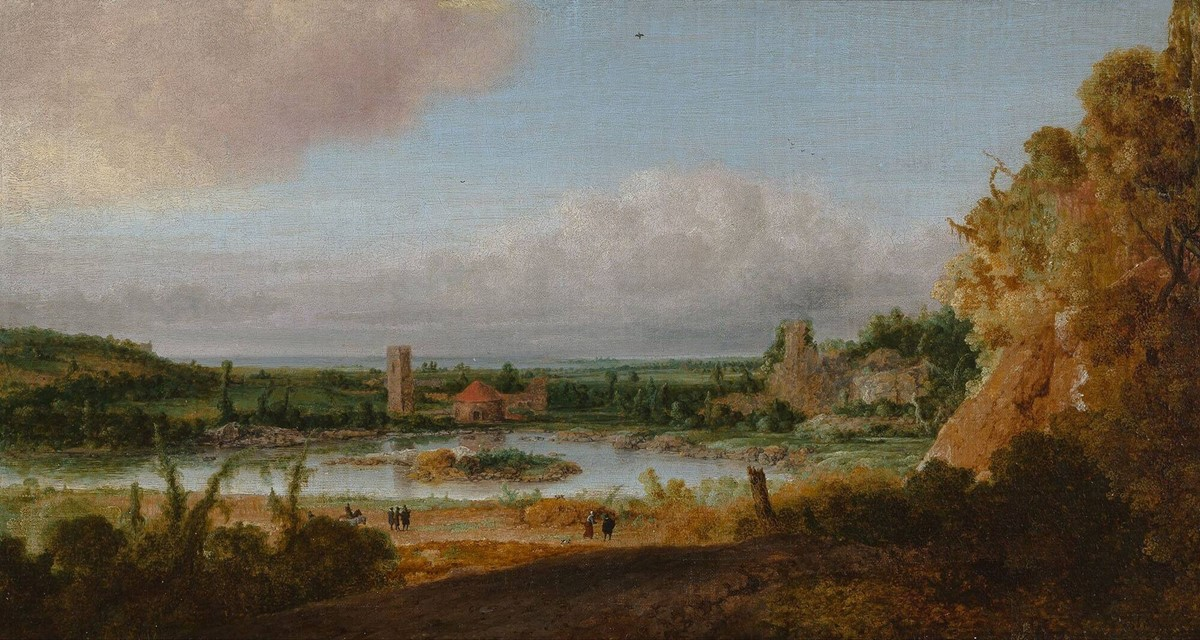
Paesaggio
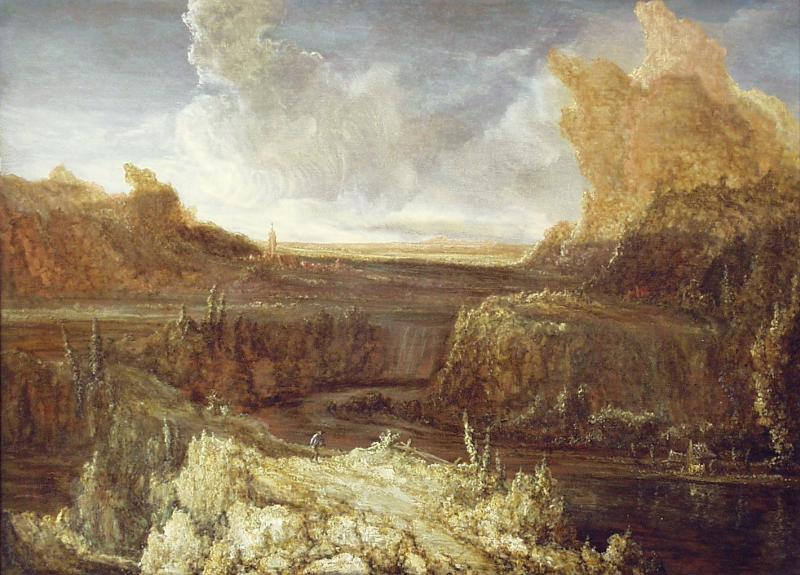
Paesaggio immaginario di montagna
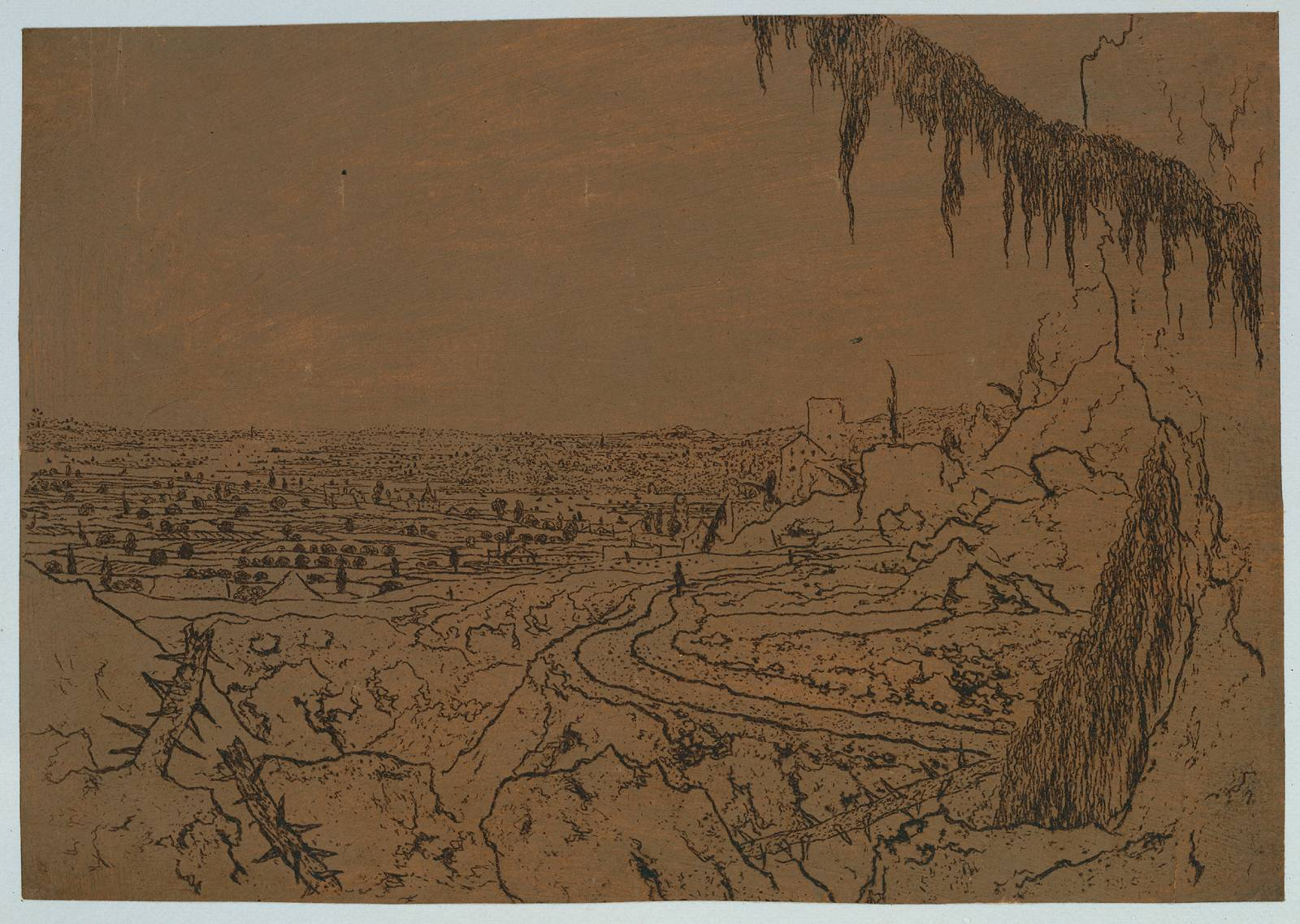
Paesaggio con abete
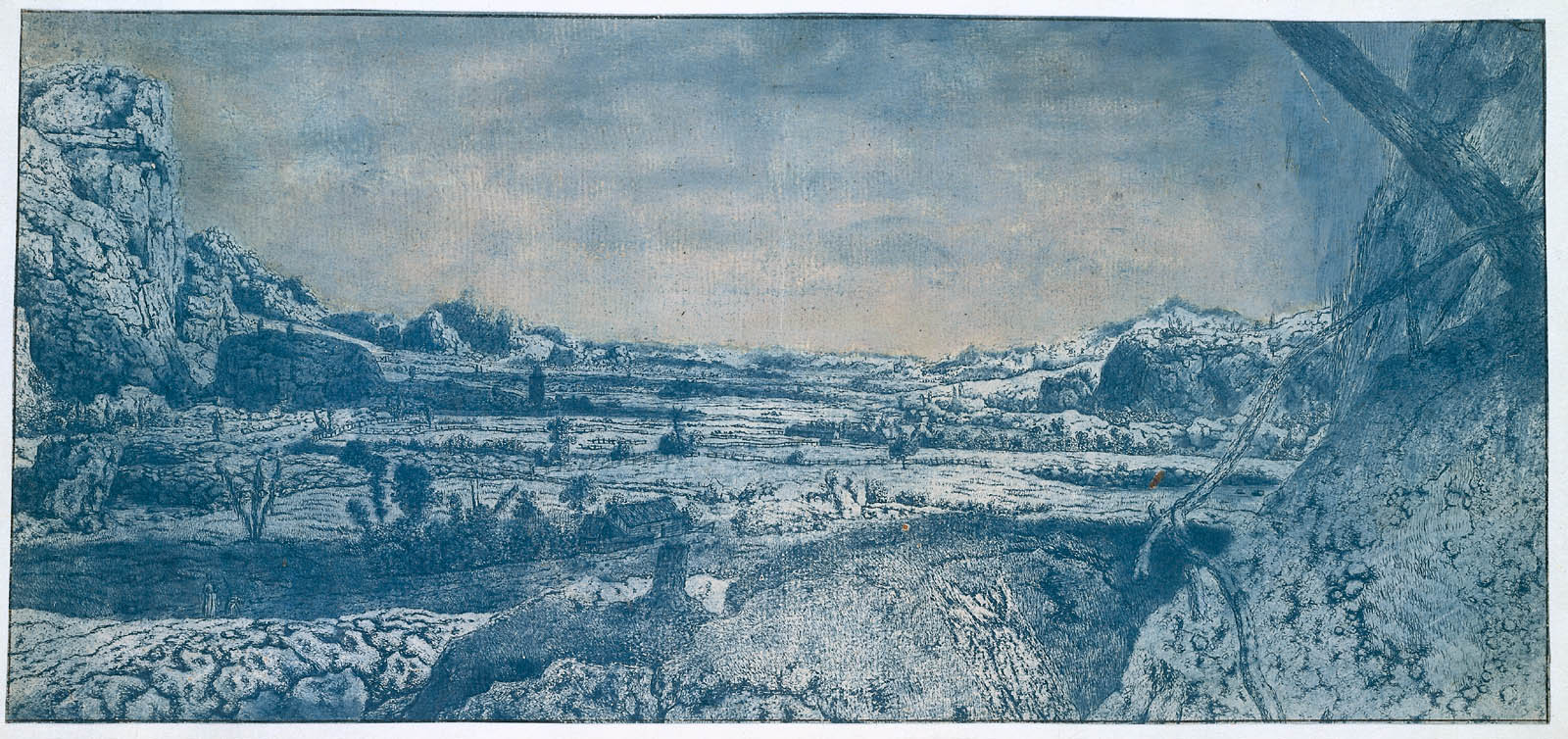
Valle tra le montagne con campi
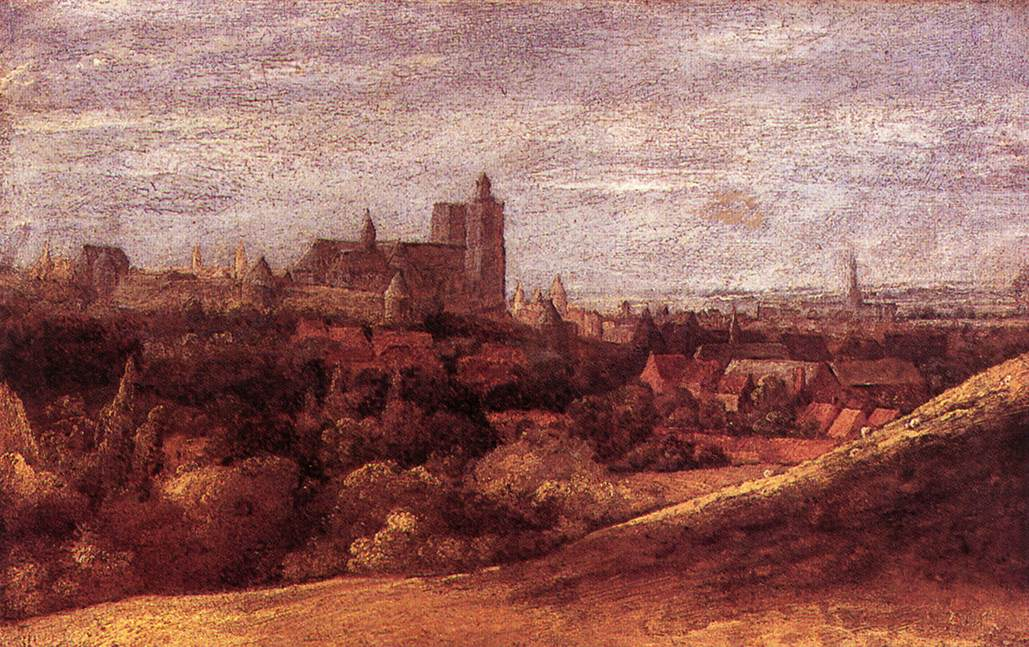
Vista di Bruxelles da Nord-est
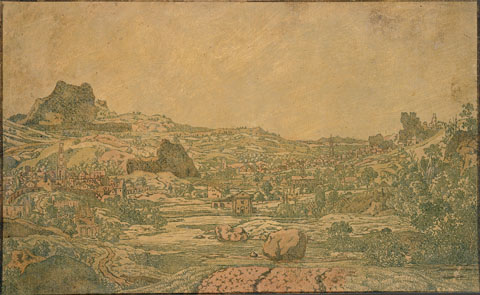
Città con quattro torri